# Хрящ-молочник солодкуватий
Хрящ-молочник солодкуватий (Lactarius subdulcis) — вид грибів роду Хрящ-молочник (Lactarius). Гриб класифіковано у 1821 році.

## Поширення
В Україні зустрічається в Лівобережному Лісостепу та на Прикарпатті.

## Практичне використання
Умовно-їстівний гриб. Сік та страви з нього мають солодкий смак, що стає гірким після деякого часу.